# Elogio del agua
Elogio del agua es una escultura situada en el parque de la Creueta del Coll de Barcelona, en el distrito de Gracia. Fue creada en 1987 por Eduardo Chillida. En la instalación intervino también el ingeniero José Antonio Fernández Ordóñez.

## Historia y descripción

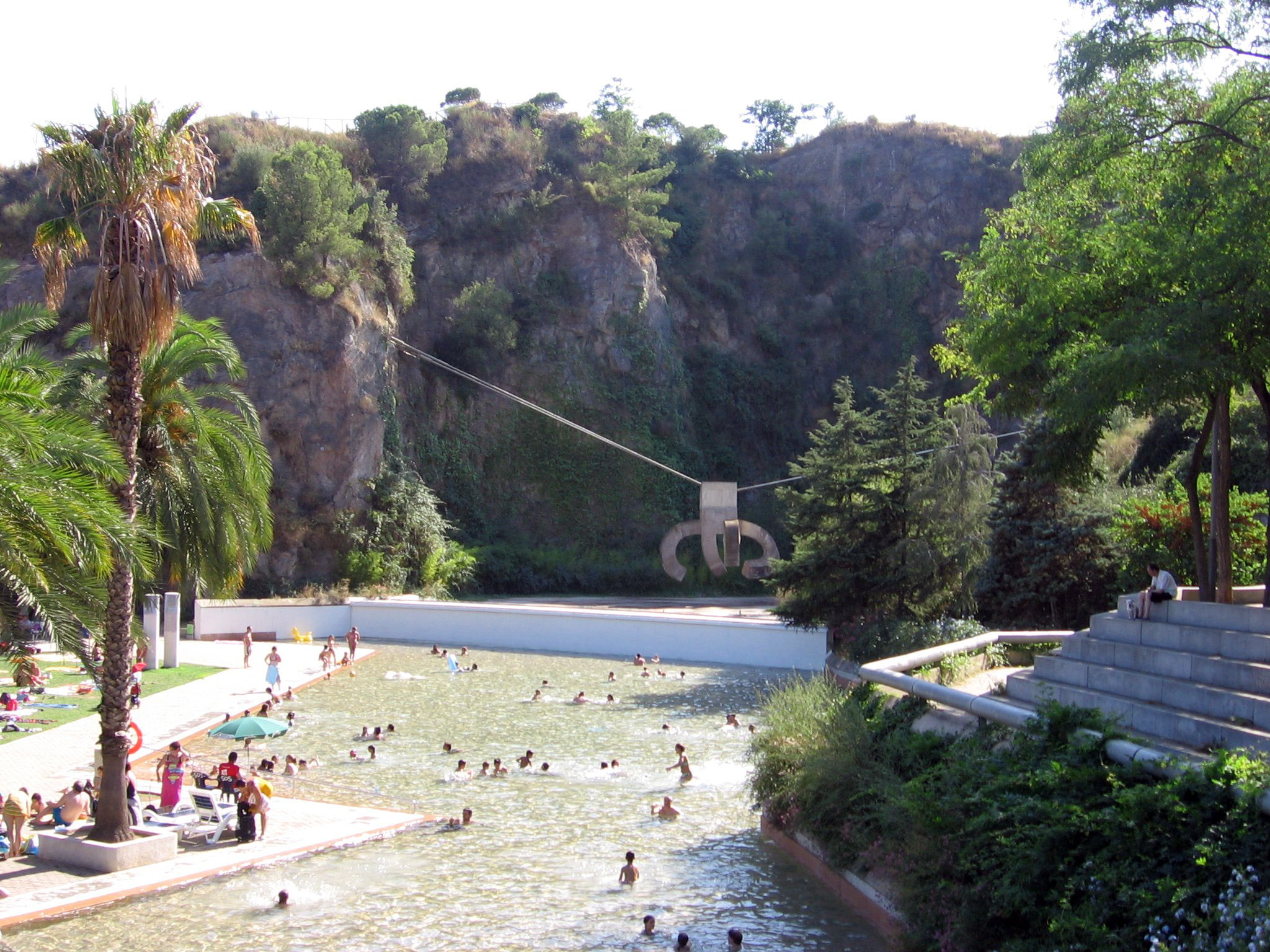
Vista del lago, al fondo la escultura de Chillida.

El parque de la Creueta del Coll está situado en una colina que forma parte del parque de los Tres Cerros, junto al Monte Carmelo y el Turó de la Rovira. Antiguamente fue una cantera de piedra granítica, por lo que muchos vecinos lo conocían como la Pedrera («cantera» en catalán). Su transformación en parque público se realizó gracias a un proyecto de Martorell-Bohigas-Mackay, en 1987. La parte principal del parque contiene una gran plaza de 6000 m², donde destaca un lago que en verano sirve de piscina pública. El parque fue ornamentado con varias obras de arte público, como Elogio del agua, el Tótem de Ellsworth Kelly y Sol y Luna, de Montserrat Altet. También estaba prevista la instalación de la escultura Cabeza de Barcelona, de Roy Lichtenstein, que finalmente se colocó en el puerto.
Eduardo Chillida había recibido el encargo de confeccionar una escultura de gran tamaño en algún lugar de Barcelona. Él mismo escogió el emplazamiento, cuando el parque aún estaba en obras. La escultura fue realizada in situ, con un encofrado que se rellenó de hormigón, y una vez solidificado se retiró la carcasa. La obra de Chillida fue inaugurada el 2 de mayo de 1987 por el alcalde de Barcelona, Pasqual Maragall, justo el día después de que el escultor recibiera el Premio Príncipe de Asturias de las Artes. En 1998 la escultura se soltó de los cables que la sujetaban y cayó al suelo, aunque por fortuna no sufrió graves desperfectos, y pocas semanas después fue restituida. Su caída, debida al parecer a un fallo en el anclaje, provocó tres heridos.
Elogio del agua es un bloque de hormigón de 54 toneladas de peso suspendido sobre la parte posterior del lago con cuatro cables de acero que cuelgan de la montaña. Es una pieza abstracta, de forma cuadrada en su parte superior, de la que surgen cuatro brazos curvos, una fisonomía habitual en la producción del artista. En el proyecto original estaba suspendido sobre un pequeño estanque transitable por una pasarela de madera en su parte posterior, pero tras su caída en 1998 el estanque fue desecado y se cerró el acceso a la zona, para prevenir posibles accidentes en personas. Con ello se desvirtuó buena parte de la intención del artista, que quería que la obra se viese reflejada en el agua, como en el mito de Narciso, que se enamoró de su imagen reflejada en un lago. Como su título indica, la obra es un homenaje al agua, la cual jugaba un factor importante en la apreciación de la escultura; según el propio autor «yo hago la mitad de la escultura; la otra mitad la hace el agua».
Eduardo Chillida tiene otras dos obras públicas en Barcelona: Topos V (1986), en la plaza del Rey; y Barcelona 1998 (1998), en la plaza de los Ángeles.